# 袁敬华
袁敬华（1976年8月—）女，山东省夏津县人，山东省夏津县精华聋儿语训学校的创办者，中国民主促进会会员，全国人大代表。

## 生平

### 献身教育
袁敬华是高中学历。17岁时，袁敬华高考落榜，然而她既没有复读一年，又没有听从家人的安排参加工作，却开始教一对学校不收的聋哑姐妹读书。1992年9月，她在自家厨房摆了三只小板凳，开始教聋哑姐妹陈海彬（时年12岁）、 陈海霞（时年13岁）读书。这就是日后山东省夏津县精华聋儿语训学校的前身。
办学初期，袁敬华只使用手势同两个学生进行交流，但效果不佳。随后她大胆尝试教学生讲话。她先让学生看她的口型，随后让学生摸她的脖子或鼻子，再摸她们自己的脖子或鼻子，以感觉发音时的声带振动方式及鼻腔共鸣方式。一个多月之后，两姐妹先后开口讲话。袁敬华非常高兴，为使自己的父母支持自己办学，她将两个学生领到父母面前，两个学生喊出“爷爷、奶奶”。袁敬华的父母深受感动，便将厨房清理干净，作为正式的教室。袁敬华的父亲寻来一块三合板，袁敬华用毛笔蘸红漆在板上写上了“夏津县渡口驿乡三屯村聋哑学校”的大字。袁敬华的父母帮袁敬华将这块牌子挂到了大门之外。
此后，袁敬华到附近村裡劝说，又求来五个聋哑孩子当学生。后来，随着她的学生不断开口说话，越来越多的家长送孩子来当她的学生。到1995年，袁敬华家的院子里已有45个孩子。袁敬华和父母为孩子们提供了吃、住和学杂费，家里捉襟见肘。
但是，村裡人不理解她，每当袁敬华走在村裡街上时，背后都有人叫她“哑巴老师”。到26岁之前，一直无人上门为袁敬华提亲。袁敬华的“嫁人宣言”是：“我嫁出去可以，但是这些孩子也要跟着我过去。必须接受这些孩子，我才能接受他！”在种种逆境中，袁敬华坚持不懈地为聋哑儿童办学。26岁时，有人为袁敬华介绍对象，是夏津县城一所中学的语文老师。两人于2000年10月结婚。婚后，袁敬华没有离开自己家，没有离开学生们，她身为中学老师的丈夫则时常从县城来袁敬华家。

### 创办聋哑学校
1998年春，《德州日报》率先报道了袁敬华的事迹。德州市很多人被感动，纷纷援助她。德州新华书店最先为她和她的学生们捐助10万元学习生活用品。许多家长也慕名将孩子送到袁家接受教育。
1998年7月，德州市、夏津县各级政府、社会各界、希望工程共同为袁敬华的聋哑学校在村里盖了20间房子，这使该校的办学条件获得了很大改善，从此该校获得了政府和社会的大力支持。经过媒体报道，袁敬华的事迹传到了中国各地，更多聋哑孩子前来求学，20间房子的新校舍很快就不能满足需要了。2002年底，袁敬华将学校迁至夏津县城开发区。新校舍花费了120万元，部分是社会各界及政府捐助，还有70万元是贷款。学校经费严重不足。
袁敬华先后获授第五届国际青少年消除贫困奖一等奖、全国五一劳动奖章、全国助残先进工作者、山东省五四青年奖章、山东省道德模范、山东省慈善楷模等荣誉。

### 当选人大代表
2003年，袁敬华当选为第十届全国人大代表。2003年3月，袁敬华到北京参加了第十届全国人大第一次会议。在此次会议上，袁敬华呼吁政府支持民办学校，并给予三年拨款。2008年、2013年，她又连任第十一届、十二届全国人大代表。担任全国人大代表之后，她积极调查中国各地残疾儿童入学情况，提出了《制定特殊教育促进法》、《修改残疾人保障法》、《关于加快残疾儿童少年教育事业发展的建议》等许多议案和建议。比如2005年起，袁敬华连续多年在全国人大会议上呼吁国家加强资助贫困学前聋哑儿童，为此国家开展了0到6岁贫困残疾儿童抢救性康复工程，为这些儿童提供部分资助。